# Ramesuan (Vua Ayutthaya)
Somdet Phra Ramesuan (tiếng Thái: สมเด็จพระราเมศวร) (1339 – 1395), con trai của vua Ramathibodi I, là vua thứ 2 và thứ 5 của Vương quốc Ayutthaya trong lịch sử Thái Lan.

## Dưới triều Uthong
Hoàng tử Ramesuan là con trai của vua Uthong tức Ramathibodi I, người kiến lập Vương quốc Ayutthaya. Khi mới lập quốc, vua Ramathibodi I tiến hành phân phong các chư hầu làm phên giậu bảo vệ cho triều đình Ayutthaya: Hoàng tử Ramesuan (1339-1395) được phái đi cai trị Lopburi, bên cạnh các tiểu vương khác, bao gồm một hoàng thân làm vua ở Phetsanulok, một hoàng đệ làm vua tại Praek Srirachat, và người em rể của nhà vua, Khunluang Pha Ngua (1310 - 1388) của dòng họ Suphanaphum giữ Suphanburi. Các tiểu vương này dù phải tuyên thệ trung thành với thiên tử là Ramathibodi I song họ cũng được giữ được 1 số đặc quyền nhất định. Việc cắt đất phong phiên này của Uthong chính là mầm mống cho cuộc tranh đoạt ngai vàng giữa 2 gia tộc Uthong và Suphannaphum kéo dài tận 50 năm sau khi nhà vua qua đời.
Vào một năm không xác định dưới thời phụ vuơng, Ramesuan được triệu từ Lopburi trở về Ayutthaya và được vua Uthong giao cho một đội quân gồm 5000 người tấn công Vuơng quốc Khmer. Quân của Ramesuan đến kinh thành của người Khmer vào lúc chạng vạng. Vua Khmer sai con trai mình là Phó vuơng Uparat đem quân ra chặn đánh. Trong cuộc giao chiến này, quân Ayutthaya không kịp lập phòng tuyến nên bị đánh tan và tháo chạy. Tin tức thua trận truyền về Ayutthaya, và vua Uthong buộc phải phái Thành chủ Suphanburi - Khunluang Pha Ngua dẫn cứu viện. Thủy quân của Khunluang Pha Ngua tiến đến và đánh bại quân Khmer, thu được chiến lợi phẩm là một lượng lớn gạo, đồng thời bắt đi một số lượng lớn dân cư của Campuchia giải về Ayutthaya.

## Tranh chấp ngai vàng
Năm 1369, vua Uthong băng hà, Hoàng tử Ramesuan – Thành chủ Lopburi về kinh nối ngôi, nhưng chỉ chưa đầy một năm thì đã bị dượng là Khunluang Pha Ngua – Thành chủ Suphanburi đánh đổ. Ramesuan phải chấp nhận nhường lại ngôi vị cho người dượng rồi chạy về căn cứ ở Lopburi, còn Khunluang Pha Ngua lên ngôi với vương hiệu Borommaracha I.
Vua Borommaracha I trị vì được 19 năm rồi băng hà vào năm 1388, truyền vị cho con trai là Thong Lan (1373 – 1389). Vua Thong Lan chỉ vừa lên ngôi được 7 ngày Ramesuan – vị cựu hoàng bị lật đổ năm xưa đã mang quân từ Lopburi về Ayutthaya đoạt lại ngai vàng. Sau khi thành công lật đổ Thong Lan, Ramesuan bắt vị ấu vương này đi xử tử tại chùa Khok Phraya ở Tambon Lumpli. Chỗ này cũng sẽ là nơi mà các thành viên trong hoàng tộc cai trị bị hành quyết cho đến tận thời Rattanakosin - Xiêm La sau này. Việc Ramesuan quay lại ngai vàng Ayutthaya cũng chính thức hoá việc vương quốc Lavo sát nhập và trở thành 1 bộ phận của Ayutthaya.

## Chinh phạt Lan Na
Ở lần làm vua thứ 2 này, Ramesuan có thể đã đình chỉ chiến tranh với Lan Na song có khả năng đã phát động một cuộc viên chinh khác nhắm vào Angkor. Theo Biên niên sử Ayutthaya, vào năm 1390, đích thân nhà vua dẫn quân Ayutthaya tiến đánh Chiang Mai (quốc đô của Lan Na) và cho dựng trại cách hào thành khoảng 150 sen. Quân Ayutthaya nã đại bác vào trong thành, và phá hủy một đoạn tường thành rộng khoảng 5 wa. Vua Lan Na sai lính bắn một mũi tên kèm thông điệp xuống cho Vua Ramesuan, yêu cầu giải vây cho người Chiang Mai trong 7 ngày để họ chuẩn bị đồ triều cống và xin thần phục. Vua Ramesuan triệu các tướng vào hỏi ý nên đánh hay hòa, các tướng cho rằng việc xin 7 ngày chỉ là kế hoãn binh của người Lan Na, chứ không thực bụng muốn hàng, và xin được công thành ngay lập tức. Nhưng vua Ramesuan không đồng ý, đáp rằng:
Ông ấy (Vua Lan Na) là một vị vua vĩ đại. Trẫm cho rằng không nên khai chiến nếu ông ta không chiến đấu. Ngay cả khi vua Chiang Mai có ý dối lừa, thì ông ấy cũng không thể trốn thoát khỏi nanh vuốt của quân ta mãi được.
Trong khi đó, quân Lan Na lợi dụng thời gian hưu chiến để củng cố thành lũy. Sau khi thời hạn 7 ngày trôi qua, triều đình Chiang Mai không mang lễ vật ra triều cống như đã hứa. Quân lính và thường dân trong quân đội Ayutthaya than phiền rằng giá gạo đã tăng lên nên không còn nơi nào có thể mua được gạo. Họ xin phép được tấn công ngay lập tức.
Nhà vua đồng ý theo đề xuất của các tướng lĩnh. Ngài hài lòng ra lệnh rút quân ở một trong bốn phía của thành và bắt đầu tấn công ngay lập tức. Vua Ramesuan nghe theo. Quân Ayutthaya đồng loạt bắn đại bác và súng vào cả ba mặt, đồng thời dùng thang leo lên tường thành. Vua Lan Na không thể chống đỡ cuộc tấn công và chạy trốn khỏi quốc đô. Quân Ayutthaya bắt sống được Hoàng tử Nak Sang, con trai của vua Lan Na, và giải đến diện kiến vua Ramesuan.
Nhà vua bắt Nak Sang thề trung thành với mình, rồi cấp cho ông ta một số dân cư để tái thiết vuơng quốc, số dân cư còn lại bị bắt phải đi theo quân Ayutthaya dời về phía nam. Nak Sang được lệnh hộ tống nhà vua đến Sawangburi, sau đó được cử quay lại Chiang Mai để cai trị.
Sau trận thắng này, nhà vua trở về Phitsanulok để làm lễ cúng dường bảy ngày tại các ngôi chùa lớn. Sau đó, ông trở về kinh đô Ayutthaya và ra lệnh phân bổ những cư dân Chiang Mai bị bắt đến các thành trì như Phatthalung, Songkhla, Nakhon Si Thammarat và Canthabun.

## Chiến tranh với Khmer
Cùng lúc khi Ramesuan chinh chiến với Lan Na thì ở phía đông, Vua Thomo Soccarah (1380 – 1394) của Campuchia dẫn quân tiến vào Chonburi, bắt khoảng 6000 - 7000 người dân và mang về Campuchia. Nhà vua bèn sai Hầu tước (Phraya) Chainarong chỉ huy quân tiên phong tiến đến cầu Yek, còn mình làm thống soái chỉ huy hậu quân giao chiến với người Khmer. Hai bên giao tranh dữ dội, nhưng Vua Campuchia bị đánh bại. Sau ba ngày chiến đấu, Vua Ramesuan chiếm được thành phố, buộc vua Campuchia phải lên thuyền chạy trốn. Vua Ramesuan ra lệnh bắn súng xuống thuyền, nhưng vua Campuchia vẫn trốn thoát. Vua Ramesuan để Hầu tước Chainarong cai quản Campuchia với 5000 quân, sau đó trở về Ayutthaya với 9 vạn dân chúng bị bắt làm tù binh.
Sau này, quân đội Việt Nam xâm lược Campuchia. Lực lượng của Hầu tước Chainarong núng thế không thể chống lại quân Việt, buộc nhà vua Ramesuan phải ra lệnh dời dân Campuchia về kinh đô Ayutthaya.
Năm 1395, Ramesuan qua đời ở tuổi 56, và được kế vị bởi con trai Ramaracha (1356-1409).

## Tổ tiên
| \| \| \| \| \| 2. Vua Uthong của Ayutthaya \| \| \| \| \| \| \| \| \| \| \| \| \| \| \| \| \| \| \| \| \| \| \| \| \| \| \| \| \| \| \| \| \| \| \| \| \| \| \| \| \| \| \| \| \| \| \| \| \| \| \| \| \| \| \| \| \| \| \| \| \| \| \| \| \| \| \| \| \| \| \| \| \| \| \| \| \| \| \| \| \| \| \| \| \| \| \| \| \| \| \| \| \| 1. Vua Ramesuan của Ayutthaya \| \| \| \| \| \| \| \| \| \| \| \| \| \| \| \| \| \| \| \| \| \| \| \| \| \| \| \| \| \| \| \| \| \| \| \| \| \| \| \| \| \| \| \| \| \| \| \| Tiên vuơng của dòng họ Uthong \| \| \| \| \| \| \| \| \| \| \| \| \| \| \| \| \| \| \| \| \| \| \| \| \| \| \| \| \| \| \| \| \| \| \| \| \| \| \| \| \| \| \| \| \| \| \| \| \| \| \| \| \| \| \| \| \| \| \| \| \| \| \| \| \| \| \| \| \| \| \| \| \| \| \| \| \| \| \| \| \| \| |                               |  |  |                             |  |  |  |  |  |  |
| |                               |  |  | 2. Vua Uthong của Ayutthaya |  |  |  |  |  |  |
| |                               |  |  |                             |  |  |  |  |  |  |
| |                               |  |  |                             |  |  |  |  |  |  |
| |                               |  |  |                             |  |  |  |  |  |  |
| |                               |  |  |                             |  |  |  |  |  |  |
| |                               |  |  |                             |  |  |  |  |  |  |
| |                               |  |  |                             |  |  |  |  |  |  |
| |                               |  |  |                             |  |  |  |  |  |  |
| | 1. Vua Ramesuan của Ayutthaya |  |  |                             |  |  |  |  |  |  |
| |                               |  |  |                             |  |  |  |  |  |  |
| |                               |  |  |                             |  |  |  |  |  |  |
| |                               |  |  |                             |  |  |  |  |  |  |
| | Tiên vuơng của dòng họ Uthong |  |  |                             |  |  |  |  |  |  |
| |                               |  |  |                             |  |  |  |  |  |  |
| |                               |  |  |                             |  |  |  |  |  |  |
| |                               |  |  |                             |  |  |  |  |  |  |
| |                               |  |  |                             |  |  |  |  |  |  |
| |                               |  |  |                             |  |  |  |  |  |  |
| |                               |  |  |                             |  |  |  |  |  |  |

## Danh sách nguồn
- David K Wyatt (2003), Thailand: A Short History (bằng tiếng Anh), Yale University Press, ISBN 978-0-300-08475-7.
- Cœdès, George (1968). The Indianized states of Southeast Asia. University of Hawaii Press. ISBN 9780824803681.
- D. Cushman, Richard (2000), The royal chronicles of Ayutthaya (bằng tiếng Anh), The Siam Society Under Royal Patronage.
- Lê Văn, Quang (1995), Lịch sử vương quốc Thái Lan, Thành phố Hồ Chí Minh: hà xuất bản tổng hợp Thành phố Hồ Chí Minh.